# Comté de Trigg
Le comté de Trigg est un comté de l'État du Kentucky, aux États-Unis. Son siège est situé à Cadiz.

## Histoire
Fondé en 1820, le comté a été nommé d'après Stephen Trigg.

## Localités
- Cadiz